# Nemzetgazdasági Minisztérium
A Nemzetgazdasági Minisztérium a második, a harmadik, valamint – 2024. január 1-től – az ötödik Orbán-kormány minisztériuma.

## Története
A Nemzetgazdasági Minisztériumot – az addigi Pénzügyminisztérium helyett – 2010-ben hozta létre a Magyar Köztársaság minisztériumainak felsorolásáról szóló 2010. évi XLII. törvény és megállapította feladat- és hatáskörét.
2018 májusától, a negyedik Orbán-kormány megalakulásától a Pénzügyminisztériumhoz kerültek a tárca területei, ezzel párhuzamosan a Nemzetgazdasági Minisztérium megszűnt.
2024. január 1-től új elnevezéssel, Nemzetgazdasági Minisztériumként folytatja kibővített tevékenységét a 2023 elején létrejött Gazdaságfejlesztési Minisztérium. A minisztériumot Nagy Márton vezeti nemzetgazdasági miniszterként.
2024. december 31-ével a Pénzügyminisztérium a Nemzetgazdasági Minisztériumba történő beolvadással megszűnt.

## A minisztérium feladat- és hatáskörei
A Nemzetgazdasági Minisztérium elsősorban az alábbi területekért felel:
- a nemzeti pénzügyi szolgáltatások,
- a pénz-, tőke- és biztosítási piac szabályozása,
- bizonyos kivételekkel a nemzetközi pénzügyi kapcsolatok,
- a gazdaságfejlesztés,
- a lakáspolitika,
- a versenyképesség gazdasági és jogi feltételrendszere,
- az állami vagyonnal való gazdálkodás szabályozása,
- az állami vagyon felügyelete,
- a postaügy,
- a belgazdaság,
- foglalkoztatáspolitika,
- iparügyek,
- társadalmi párbeszéd,
- vállalkozásfejlesztés,
- technológia és -iparfejlesztés,
- turizmus,
- vendéglátás,
- kereskedelem (belföldi kereskedelem),
- fogyasztóvédelem,
- a védelmi iparfejlesztés stratégiai irányainak meghatározása,
- a hazai tulajdonú vállalatok külföldi befektetésének elősegítése (az EXIM Magyarország tagjaival közösen),
- harmadik országbeli állampolgárok magyarországi foglalkoztatása.[4][5]

A Nemzetgazdasági Minisztérium a kormány 2024. december 24-i rendelete alapján az alábbi, korábban a Pénzügyminisztériumhoz tartozó új területekért is felelős:
- adópolitika,
- államháztartás,
- költségvetés makrogazdasági megalapozása,
- számviteli szabályozás,
- lakáscélú állami támogatások,
- egészségbiztosítási járulékfizetés szabályozása,
- nyugdíjjárulék- és nyugdíjbiztosításijárulék-fizetés szabályozása,
- nyugdíjpolitika.

2024 nyarától a Nemzetgazdasági Minisztérium gyakorolja a Budapest Airport Zrt., a Debreceni Repülőtér, valamint az N7 Holding Zrt. közvetlen, illetve a HungaroControl Zrt. közvetett tulajdonosi jogait.

## A minisztérium vezetői

### Miniszter
| Név             | Hivatali idő kezdete | Hivatali idő vége |
| --------------- | -------------------- | ----------------- |
| Matolcsy György | 2010. május 29.      | 2013. március 3.  |
| Varga Mihály    | 2013. március 7.     | 2018. május 18.   |
| Nagy Márton     | 2024. január 1.      |                   |

### Államtitkárok
- Dr. Fónagy János parlamenti államtitkár, miniszterhelyettes
- Dr. Túri Anikó közigazgatási államtitkár
- Lóga Máté gazdaságfejlesztésért és nemzeti pénzügyi szolgáltatásokért felelős államtitkár
- Dr. Czomba Sándor foglalkoztatáspolitikáért felelős államtitkár
- Szabados Richárd kis- és középvállalkozások fejlesztéséért és technológiáért felelős államtitkár
- Gerlaki Bence adóügyekért, fogyasztóvédelemért és kereskedelemért felelős államtitkár
- Banai Péter Benő államháztartásért felelős államtitkár
- Vágujhelyi Ferenc Nemzeti Adó- és Vámhivatal vezetéséért felelős államtitkár

## Külső hivatkozások
- a köztársasági elnök 180/2010 (VI. 2.) KE határozata államtitkárok kinevezéséről és a köztársasági elnök 181/2010 (VI. 2.) KE határozat a közigazgatási államtitkárok kinevezéséről:  (21371-21373. oldal)
- a köztársasági elnök 304/2010 (XII. 20.) KE határozat a 180/2010 (VI. 2.) KE határozat módosításáról:  (27478. oldal)
- a miniszterelnök 41/2010. (VI. 7.) ME határozat helyettes államtitkárok kinevezéséről:  (21396-21397. oldal)
- a miniszterelnök 94/2010. (X. 12.) ME határozat helyettes államtitkár felmentéséről és a miniszterelnök 95/2010. (X. 12.) ME határozat helyettes államtitkár kinevezéséről:  (23350. oldal)
- a miniszterelnök 100/2010. (X. 21.) ME határozat helyettes államtitkár kinevezéséről:  (23440. oldal)
- a miniszterelnök 110/2010. (XII. 14.) ME határozat a 41/2010. (VI. 7.) ME határozat módosításáról:  (27105. oldal)
- a köztársasági elnök 218/2018. (V. 22.) KE határozata a 137/2013. (III. 14.) KE határozat módosításáról (3661. oldal)
- a Kormány 599/2023. (XII. 22.) Korm. rendelete a Kormány tagjainak feladat- és hatáskörét érintő  egyes rendelkezésekről (11235. oldal)
- a Kormány 172/2024. (VII. 22.) Korm. rendelete a Kormány tagjainak feladat- és hatáskörét érintő egyes rendelkezésekről (4866. oldal)
- a Kormány 440/2024. (XII. 23.) Korm. rendelete a Kormány tagjainak feladat- és hatáskörét érintő egyes rendelkezésekről (10533. oldal)